# 82e parallèle sud
Pour les articles homonymes, voir 82e parallèle.
En géographie, le 82e parallèle sud est le parallèle joignant les points de la surface de la Terre dont la latitude est égale à 82° sud.

## Géographie

### Dimensions
Dans le système géodésique WGS 84, au niveau de 82° de latitude sud, un degré de longitude équivaut à 15,544 km ; la longueur totale du parallèle est donc de 5 596 km, soit environ 14 % de celle de l'équateur. Il en est distant de 9 108 km et du pôle Sud de 893 km,.

### Régions traversées
Le 82e parallèle sud passe au-dessus de l'Antarctique sur plus de 80 % de sa longueur, le reste étant situé sur les barrières de glace recouvrant l'océan Austral.
Le tableau ci-dessous résume les différentes zones traversées par le parallèle, d'ouest en est :
| Zone                                       | Début                 | Fin                   | Longueur (km) |
| ------------------------------------------ | --------------------- | --------------------- | ------------- |
| Antarctique                                | 82° 00′ S, 43° 10′ O  | 82° 00′ S, 163° 18′ E | 3 209         |
| Océan Austral (barrière de Ross)           | 82° 00′ S, 163° 18′ E | 82° 00′ S, 153° 17′ O | 675           |
| Antarctique                                | 82° 00′ S, 153° 17′ O | 82° 00′ S, 65° 59′ O  | 1 357         |
| Océan Austral (barrière de Filchner-Ronne) | 82° 00′ S, 65° 59′ O  | 82° 00′ S, 51° 06′ O  | 231           |
| Antarctique                                | 82° 00′ S, 51° 06′ O  | 82° 00′ S, 46° 17′ O  | 75            |
| Océan Austral (barrière de Filchner-Ronne) | 82° 00′ S, 46° 17′ O  | 82° 00′ S, 43° 10′ O  | 48            |